# Eveline Du Bois-Reymond Marcus
Eveline Du Bois-Reymond Marcus (6 ottobre 1901 – 31 gennaio 1990) è stata una zoologa tedesca.